# Filip Đuričić
Filip Đuričić (szerbül: Филип Ђуричић; Obrenovac, 1992. január 30. –) szerb válogatott labdarúgó, a Sampdoria játékosa.

## Pályafutása

### Klubcsapatokban
Az Obrenovac és a Red Star Belgrade korosztályos csapataiban nevelkedett, majd egy rövid kitérőt tett és a görög Olimbiakósz akadémiájának is volt a tagja. 2009-ben a szerb harmadosztályban szereplő Radnički Obrenovac csapatához igazolt. 2010 januárjában aláírt a holland Heerenveen csapatához. 2013. február 23-án Miralem Sulejmaninal együtt szerződtette öt évre a Benfica. 2014. július 23-án kölcsönbe került a német Mainzhoz. Augusztus 15-én mutatkozott be a Chemnitzer elleni kupamérkőzésen. 2015. február 2-án az angol Southampton csapata vette kölcsön a szezon további részére. 2016. január 25-én félévre a belga Anderlecht vette kölcsön.
2016 nyarán először kölcsönbe vette a Sampdoria, majd véglegesítették a szerződtetését. 2018 nyaráig szóló szerződést írt alá. Ezt követően négy évre szóló megállapodást kötött a Sassuolo csapatával. 2022. augusztus 1-jén visszatért a Sampdoriához.

### A válogatottban
Pályára lépett a 2009-es U19-es labdarúgó-Európa-bajnokságon és a 2015-ös U21-es labdarúgó-Európa-bajnokságon. 2012. február 29-én debütált a felnőtt válogatottban a Ciprus elleni barátságos mérkőzésen. Szeptember 11-én Wales ellen az első válogatott gólját szerezte meg. 2022 novemberében bekerült Dragan Stojković szövetségi kapitány 26 fős keretébe, amely a 2022-es labdarúgó-világbajnokságra utazott.

## Sikerei, díjai
- Benfica
  - Portugál bajnok: 2013–14, 2015–16
  - Portugál kupa: 2013–14
  - Portugál ligakupa: 2013–14, 2015–16